# 엘사 파타키
엘사 라푸엔테 메디아누(스페인어: Elsa Lafuente Medianu, 1976년 7월 18일 ~ )는 엘사 파타키(스페인어: Elsa Pataky)라는 예명으로 활동하는 스페인의 모델, 배우, 영화 프로듀서이다. 《분노의 질주》 영화 시리즈에서 엘레나 네베즈 역할을 맡은 것으로 유명하다.

## 생애 초반
엘사 파타키는 스페인 마드리드에서 스페인의 생화학자인 호세 프란시스코 라푸엔테(José Francisco Lafuente)와 루마니아계-헝가리계 홍보 담당자인 크리스티나 메디아누 파타키(Cristina Medianu Pataky) 부부의 딸인 엘사 라푸엔테 메디아누(Elsa Lafuente Medianu)로 태어났다. 엘사 파타키의 이복남동생인 크리스티안 프리에토 메디아누(Cristian Prieto Medianu)는 영화 연출가로 활동했다. '엘사 파타키'(Elsa Pataky)라는 예명은 그의 할머니인 로사 파타키(Rosa Pataky)에서 따온 것이라고 한다.
엘사 파타키는 CEU 산파블로 대학교에서 언론학을 전공하면서 연기 수업을 받았다. 엘사 파타키는 스페인어, 영어, 이탈리아어, 포르투갈어, 프랑스어, 루마니아어를 구사했다.

## 경력

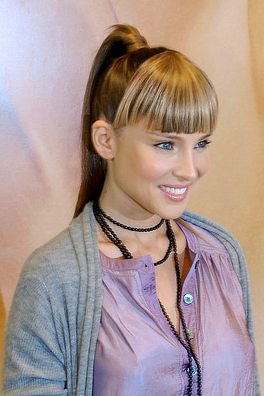
2007년 12월에 열린 타임 포스의 시계 홍보 행사에 참석한 엘사 파타키

엘사 파타키는 마드리드에서 활동하던 극단인 테아트로 카마라 데 앙헬 구티에레스(Teatro Cámara de Ángel Gutiérrez)에서 활동했으며 텔레비전 드라마 《알 살리르 데 클라세》에 캐스팅되면서 학교를 중퇴하게 된다. 엘사 파타키는 스페인, 영국, 프랑스가 공동 제작한 영화에 출연하면서 영어, 프랑스어를 구사했다. 2000년에는 캐나다의 텔레비전 드라마 《여왕의 검》에서 가스파르 이달고의 트로피 와이프인 세뇨라 베라 이달고, 그리셤 대위의 미망인 역할을 맡았는데 22편의 에피소드 가운데 14편에 출연했다. 스페인의 텔레비전 드라마 《로스 세라노》에서는 마르코스 학생(프란 페레아)와 사랑에 빠진 라켈 교사 역할을 맡았다.
엘사 파타키는 10편이 넘는 스페인의 영화에 출연했으며 2004년에 개봉된 프랑스의 영화 《이즈노구드》에서 공동 주연을 맡았다. 2006년 8월에는 잡지 《맥심》의 표지 모델로 출연했다. 2009년에는 멕시코의 텔레비전 드라마 《무헤레스 아세시나스》에서 출연하여 파울라 몽카다 역할을 맡았고 미국의 액션 누아르 영화 《기브 엠 헬, 말론》, 다리오 아르젠토가 감독을 맡은 이탈리아의 공포 영화 《지알로》에 출연했다.
엘사 파타키는 포르투갈의 축구 스타인 크리스티아누 호날두의 맞은편에서 타임 포스의 보석 브랜드인 얼티메이트 주얼의 1번째 컬렉션의 여자 모델로 활동했다. 영화 《분노의 질주: 언리미티드》에서는 루크 홉스 역할을 맡은 드웨인 존슨과 함께 출연하여 엘레나 네베즈 경찰관 역할을 맡았다. 2011년에는 MTV 네트워크(현재의 바이어컴 미디어 네트웍스)의 넥스트무비닷컴(NextMovie.com)이 엘사 파타키를 스타가 된 스타 가운데 하나로 주목했다. 엘사 파타키는 영화 《토르: 다크 월드》의 포스트 엔드 크레딧 장면에서 내털리 포트먼과 함께 출연했다.
엘사 파타키는 영화 《분노의 질주: 더 맥시멈》(2013년), 《분노의 질주: 더 세븐》(2015년), 《분노의 질주: 더 익스트림》(2017년)에서 엘레나 네베즈 역할을 맡았는데 이들 영화는 각각 《분노의 질주》 영화 시리즈의 6번째, 7번째, 8번째 작품이다. 2018년에는 오스트레일리아의 웹 텔레비전 시리즈인 《타이들랜드》에서 애드리엘 커스버트 역할을 맡았다. 이 작품은 2018년 12월 14일에 넷플릭스를 통해 공개되었다.

## 사생활
엘사 파타키는 2006년에 미국의 남자 배우인 에이드리언 브로디와의 데이트를 시작했다. 2007년 7월에는 에이드리언 브로디가 엘사 파타키의 31번째 생일을 축하하기 위해 미국 뉴욕주에서 19세기에 건립된 부동산을 구입했다. 엘사 파타키와 에이드리언 브로디가 거주하고 있던 뉴욕주의 저택은 2008년 10월에 발행된 잡지 《헬로》에서 35쪽에 걸쳐 소개되었다. 엘사 파타키와 에이드리언 브로디는 2009년에 결별했다.
엘사 파타키는 2010년 초반에 상대방과의 만남을 통해 오스트레일리아의 남자 배우인 크리스 헴스워스와의 데이트를 시작했다. 엘사 파타키와 크리스 헴스워스는 2010년 크리스마스 휴가를 맞아 결혼했다. 엘사 파타키와 크리스 헴스워스 사이에는 2012년 5월에 태어난 딸인 인디아 로즈, 2014년 3월에 태어난 쌍둥이 아들인 트리스탄, 사샤가 있다.
엘사 파타키는 2012년 9월에 스페인 대법원의 판결을 통해 에디시오네스 세타 출판사 그룹로부터 배상금 310,000유로를 받았다. 세타가 소유한 《인테르비우》 잡지는 2007년 3월에 긴 렌즈가 달린 카메라를 이용하여 잡지 《엘르》 사진 촬영 도중에 엘사 파타키가 옷을 갈아입기 위해 상의를 벗은 사진을 게재했다. 세타 그룹은 스페인 대법원의 결정에 항소할 것이라고 밝혔다.

## 출연 작품

### 영화
| 연도   | 제목                                                            | 역할                    | 각주                |
| ------ | --------------------------------------------------------------- | ----------------------- | ------------------- |
| 1997년 | 다락방에서만 (Solo en la buhardilla)                            | 잡지 소녀               | 단편 영화           |
| 2000년 | 죽음의 예술 (The Art of Dying)                                  | 칸델라                  | [ 21 ]              |
| 2000년 | 타타워 (Tatawo)                                                 | 블랑키                  | [ 21 ]              |
| 2000년 | 더 적게, 더 많게 (Less Is More)                                 | 디아나                  | [ 21 ]              |
| 2001년 | 디오스 (Don't Tempt Me)                                         | 지하 세계의 여자 종업원 |                     |
| 2001년 | 주현절 (Twelfth Night)                                          | 마르타 쿠스피네다       | [ 21 ]              |
| 2002년 | 최악의 불가능은 무엇일까요? (Peor imposible ¿qué puede fallar?) | 파티마                  | [ 21 ]              |
| 2003년 | 비욘드 리애니메이터 (Beyond Re-Animator)                        | 로라 올니               |                     |
| 2003년 | 엘 푸르곤 (El furgón)                                           | 니나                    | [ 21 ]              |
| 2003년 | 3시 반에 습격 (Atraco a las 3... y media)                       | 카티아                  | [ 21 ]              |
| 2004년 | 로마산타: 늑대 인간 사냥 (Romasanta: The Werewolf Hunt)         | 바르바라                |                     |
| 2004년 | 티오비보 c. 1950 (Tiovivo c. 1950)                              | 발비나                  |                     |
| 2005년 | 이즈노구드 (Iznogoud)                                           | 프레티우만              |                     |
| 2005년 | 임시 해체 건축 (Arquitectura efímera deconstruida)              | "단어 왜곡" 비디오      | 오리지널 비디오     |
| 2005년 | 니네트 (Ninette)                                                | 알라한드라 "니네트"     |                     |
| 2006년 | 스네이크 온 어 플레인 (Snakes on a Plane)                       | 마리아                  |                     |
| 2007년 | 매뉴얼 오브 러브 2 (Manual of Love 2)                           | 세실리아                |                     |
| 2008년 | 망코라 (Máncora)                                                | 시메나 사베드라         | [ 21 ]              |
| 2008년 | 스케이트 오어 다이 (Skate or Die)                               | 다니                    |                     |
| 2008년 | 산토스 (Santos)                                                 | 라우라 루나             | [ 21 ]              |
| 2009년 | 지알로 (Giallo)                                                 | 셀린                    |                     |
| 2009년 | 기브 엠 헬, 말론 (Give 'Em Hell, Malone)                        | 에블린                  |                     |
| 2010년 | 미스터 나이스 (Mr. Nice)                                        | 일자 카데기스           |                     |
| 2010년 | 디디 할리우드 (Di Di Hollywood)                                 | 디디                    |                     |
| 2011년 | La importancia de llamarse Enesto                               |                         | 단편 영화           |
| 2011년 | 분노의 질주: 언리미티드 (Fast Five)                             | 엘레나 네베즈           |                     |
| 2011년 | 도로가 태양을 만나는 곳 (Where the Road Meets the Sun)          | 미셸                    | [ 22 ]              |
| 2011년 | 눈송이, 하얀 고릴라 (Snowflake, the White Gorilla)              | 북쪽 나라의 마녀        | 일명 눈송이         |
| 2013년 | 토르: 다크 월드 (Thor: The Dark World)                          | 제인 포스터             | 포스트 크레딧 신    |
| 2013년 | 올 씽 투 올 맨 (All Things to All Men)                          | 소피아 피터스           |                     |
| 2013년 | 분노의 질주: 더 맥시멈 (Fast & Furious 6)                       | 엘레나 네베즈           |                     |
| 2013년 | 더 와인 오브 서머 (The Wine of Summer)                          | 베로니카                | 프로듀서로도 활동함 |
| 2015년 | 분노의 질주: 더 세븐 (Furious 7)                                | 엘레나 네베즈           |                     |
| 2017년 | 분노의 질주: 더 익스트림 (The Fate of the Furious)              | 엘레나 네베즈           | [ 24 ]              |
| 2018년 | 12 솔져스 (12 Strong)                                           | 진 넬슨                 |                     |
| 2022년 | 인터셉터 (Interceptor)                                          | JJ 콜린스               |                     |
| 2022년 | 포커 페이스 (Poker Face)                                        | 페넬로피                |                     |
| 2024년 | 퓨리오사: 매드맥스 사가 (Furiosa: A Mad Max Saga)               | 부발리니 동료 / 노튼    | 1인 2역             |

### 텔레비전 드라마
| 연도   | 제목                                                                           | 역할              | 각주                                  |
| ------ | ------------------------------------------------------------------------------ | ----------------- | ------------------------------------- |
| 1997년 | 알 살리르 데 클라세 (Al salir de clase)                                        | 라켈 알론소       | 192편에 걸쳐 출연                     |
| 1998년 | 티오 윌리 (Tio Willy)                                                          |                   | 1편에 걸쳐 출연                       |
| 1998년 | 라 비다 엔 엘 아이레 (La vida en el aire)                                      |                   | 13편에 걸쳐 출연                      |
| 2000년 | 오스피탈 센트랄 (Hospital Central)                                             | 마리벨            | 2편에 걸쳐 출연                       |
| 2000년 | 검의 여왕 (Queen of Swords)                                                    | 베라 이달고       | 14편에 걸쳐 출연                      |
| 2002년 | 클라라 (Clara)                                                                 |                   | 텔레비전 영화                         |
| 2002년 | 파라이소 (Paraíso)                                                             | 루이사            | "미끼" 편에 출연                      |
| 2003년 | 시에테 비다스 (7 vidas)                                                        | 크리스티나        | "미친 새장" 편에 출연                 |
| 2003년 | 로스 세라노 (Los Serrano)                                                      | 라켈 알발라데호   | 11편에 걸쳐 출연                      |
| 2005년 | 깨어있는 영화: 크리스마스 이야기 (Films to Keep You Awake: The Christmas Tale) | 에크란            | 텔레비전 영화                         |
| 2009년 | 무헤레스 아세시나스 (Mujeres asesinas)                                         | 파울라 몽카다     | "아나와 파울라, 강간당하다" 편에 출연 |
| 2018년 | 타이들랜드 (Tidelands)                                                         | 애드리엘 커스버트 | 주연                                  |